# Kap Melville
Kap Melville är en udde i Grönland (Kungariket Danmark).   Den ligger i kommunen Qaasuitsup, i den nordvästra delen av Grönland, 1 400 km norr om huvudstaden Nuuk.
Terrängen inåt land är lite kuperad.  Det finns inga samhällen i närheten. 